# Kriegerdenkmal Ziepel (Gardelegen)
Das Kriegerdenkmal Ziepel ist ein denkmalgeschütztes Kriegerdenkmal im Ortsteil Ziepel der Stadt Gardelegen in Sachsen-Anhalt. Im örtlichen Denkmalverzeichnis ist das Kriegerdenkmal unter der Erfassungsnummer 094 97283 als Baudenkmal verzeichnet.

## Allgemeines
Das Denkmal auf dem Dorfplatz von Ziepel ist den gefallenen Soldaten des Ersten Weltkriegs gewidmet. Es handelt sich dabei um eine Stele auf einem tempelartigen Aufsatz, verziert mit einem Stahlhelmrelief und gekrönt von einem Adler mit ausgebreiteten Schwingen. Neben der Stele sind zwei steinerne Geschosshülsen zur Zierde aufgestellt. An der Stele ist eine Gedenktafel mit einer Inschrift angebracht.
Auf dem Friedhof des Ortes befinden sich ein Soldatengrab für einen Gefallenen des Zweiten Weltkriegs und ein Gedenkstein.